# معركة الإبادة

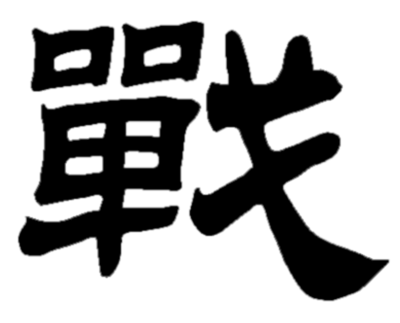

معركة الإبادة هي إستراتيجية عسكرية يسعى فيها الجيش المهاجم إلى تدمير القدرة العسكرية للجيش المعارض في معركة محورية واحدة مخطط لها. يتم تحقيق ذلك من خلال استخدام المفاجأة التكتيكية، وتطبيق القوة الساحقة عند نقطة رئيسية، أو التكتيكات الأخرى التي تتم مباشرة قبل أو أثناء المعركة.
والهدف هو أن تضطر الحكومة المعارضة بعد ذلك إلى رفع دعوى قضائية من أجل السلام (Suing for peace) لمنع الاستيلاء على رأس مالها أو المناطق الأساسية الأخرى دون معارضة.
ليس من الضروري قتل أو القبض على الجميع، أو حتى أكثر من جنود الجيش المعارض لإبادة ذلك بالمعنى المستخدم هنا. بدلا من ذلك، تدمير جيش العدو كقوة عسكرية متماسكة قادرة على تقديم المزيد من المقاومة المجدية، حتى لو كان مؤقتا هو الهدف

## ببليوجرافيا
- J. Nagl. (2005). Learning to eat soup with a knife. Chicago, University of Chicago Press.
- Hart, B. H. Liddell. (1991) Strategy, Second Revised Edition. New York, Meridian.